# Daimler Armoured Car
De Daimler Armoured Car was een Britse pantserwagen uit de Tweede Wereldoorlog, gebaseerd op de Daimler Scout Car, ook wel bekend als de Dingo, een klein verkennings- en verbindingsvoertuig. Hij wordt beschouwd als een van de beste Britse pantservoertuigen van de Tweede Wereldoorlog.

## Geschiedenis
De Daimler Armoured Car was in essentie een grotere uitvoering van de Dingo, uitgerust met de geschuttoren van de Tetrarch die voorzien was van een QF 2 pounder. Net als de Daimler Scout Car kent de Armoured Car een aantal uitvoeringen. De eerste prototypen verschenen in 1939, maar door het gewicht van het voertuig waren er problemen met de transmissie. Pas in 1941 werd de Daimler Mark I operationeel. Er werden in totaal 2.694 exemplaren gebouwd.

## Beschrijving
De Daimler was licht gepantserd, in de geschuttoren varieerde de dikte van het pantser tussen de 8-16 mm en voor de rest van het voertuig lag deze tussen 7 mm voor de vloer en 14 mm aan de voorzijde. Het totaal gewicht bedroeg 7,5 ton. De motor, een 6 cilinder kopklep benzinemotor had een vermogen van 95 pk bij 3.600 toeren per minuut. De hoofdbewapening in de toren, die 360 graden kon draaien, bestond uit een 2-ponder kanon met 52 granaten. De secundaire bewapening was een Besa coaxial machinegeweer van 7,92 mm en een 0,303 inch Bren machinegeweer. Verder waren rookgranaatwerpers gemonteerd. Het voertuig had onafhankelijke wielophanging en vierwielaandrijving. Er waren twee plaatsen voor de bestuurder, voorin en achterin in het voertuig. Er waren vijf versnellingen die allen zowel vooruit als achteruit konden worden gebruikt. De maximale snelheid lag op circa 80 km/h.

## Inzet tijdens conflicten
De eerste Daimler voertuigen werden ingezet in Noord-Afrika door de 11th Hussars. Later werd het voertuig ook gebruikt aan de fronten in West-Europa en Zuidoost-Azië. Ze bleven tot de jaren 60 in gebruik en werden vervolgens vervangen door de Coventry Armoured Car.

## Varianten
- Mark I - standaard voertuig.
- Mark I CS - voorzien van een 76,2 mm kanon.
- Mark II - kwam vanaf 1943 geproduceerd. Het voertuig had een betere toren, een betere bescherming van de radiateur en de bestuurder kreeg een eigen toegang tot het voertuig